# The Expanse
The Expanse este un serial TV american space opera / mister science fiction dramatic produs de Syfy, bazat pe seria de romane The Expanse de James S. A. Corey. Acțiunea are loc în viitor când omenirea a colonizat Sistemul Solar și-i prezintă pe detectivul de poliție Miller (Thomas Jane), ofițerul naval Jim Holden (Steven Strait) și echipajul său în încercarea acestora de a descifra o teorie conspirativă care amenință pacea în Sistemul Solar și supraviețuirea umanității. A avut premiera on demand la 23 noiembrie 2015 și pe Syfy la 14 decembrie 2015.  Un al doilea sezon de 13 episoade a avut premiera la 1 februarie 2017.

## Prezentare
Trei secole în viitor, rasa umană a reușit să colonizeze mai multe corpuri din Sistemul solar, precum Marte, Centura de asteroizi și sateliți joviani.
Terra și coloniile ei sunt guvernate de Națiunile Unite, în timp ce colonia marțiană a reușit să obțină independența față de N.U. cu un secol în urmă, declarând Republica Congresională Marțiană (R.C.M.).

### Sezonul 1
În jurul anului 2350, relațiile NU-RCM ating niveluri foarte tensionate. Întregul sistem este însă frapat când nave ce par a avea tehnologie anti-detecție marțiană distrug o navă marfară, Canterbury-ul, navă pe care lucrau și James Holden și grupul lui, Naomi Nagata, Alex Kamal, Amos Burton și Shed Garvey. Ei nu erau prezenți pe Cant la momentul distrugerii, pentru că au răspuns la un mesaj de salvare de pe nava Scopuli, ce s-a dovedit a fi o capcană. Dupa ce abia au scăpat cu viață, Holden difuzează un mesaj prin care acesta inculpa Republica Marțiană. O navă din Marina RCM (MRCM), Donnager-ul, vine și îi interoghează pe Holden și grupul său. Înainte de a fi terminat și înainte ca Holden să difuzeze un mesaj prin care desculpa RCM, Donnager-ul este distrus de aceleași nave cu aceeași tehnologie, dovedind, astfel, nevinovăția guvernului marțian.
Holden și grupul său scapă de pe Donnager, luând nava de luptă Tachi și redenumind-o Rocinante, după calul lui Don Quijote. Aceștia sunt ulterior chemați de Fred Johnson, un fost comandant prestigios în Marina Națiunilor Unite (MNU), dar care s-a pensionat datorită unui masacru pe care nu a intenționat să-l comită, pe stația de construcție Tycho, staționată în Centură.
Holden și grupul său ajung pe Tycho, unde Johnsone le cere nava, Rocinante, pentru a-l găsi pe singurul supraviețuitor al navei Scopuli - nume de cod Lionel Polanski - pentru a elucida misterul distrugerii Cant-ului. Holden acceptă cu condiția de a face parte din echipa de infiltrare. Fred îi acceptă, la rândul său, doleanța.
Echipa reușește să scape de detecția unei nave marțiene. Aceștia ajung, într-un final, la Anubis, unde Polanski ar trebui să fie. În schimb, ei găsesc echipajul mort, mutilat și infectat cu o substanță albastră ce pare contagioasă. Holden și echipa lui reușesc să găsească locația unei navete de salvare care pare să fi scăpat de substanța toxică. Aceștia deduc că este vorba de Polanski și pornesc spre Eros.
Chrisjen Avasarala, ocupantă a unei poziții senioare în guvernul federal al Națiunilor Unite, se decide să meargă acasă la una dintre mamele biologice ale lui Holden - care a fost rezultatul genetic al combinării a ADN-urilor a opt persoane, fătul fiind implantat în Ellise - în Montana, America de Nord. După o discuție mai aprinsă cu aceasta, Avasarala deduce că Holden nu este un terorist și nu prezintă un pericol pentru integritatea N.U. și îi spune superiorului său, Subsecretarul Administrației Executive, Sadavir Errinwright, să anuleze orice plan de eliminare al lui Holden pe care-l avea.
Odată ajunși pe Eros, echipa lui Holden este prinsă într-o ambuscadă ordonată de Errinwright, dar scapă teferi. Acolo, ei se întâlnesc pentru prima dată cu Miller, un detectiv responsabil de elucidarea cazului unei fete dispărute, moștenitoare a unei averi imense. Împreună, ei găsesc cadavrul deteriorat al lui Julie Mao - sau Lionel Polanski - infectat cu aceeași substanță contagioasă. Ulterior, șeful Protogen, tatăl lui Julie Mao, lasă liberă un agent superinfecțios și radiofil, protomolecula - același virus care a ucis-o și pe J. Mao - pe Eros, drept experiment. Stația intră în carantină. Holden și Miller, încercând să scape, sunt loviți de o doză mult peste normalul metabolizat de corp de radiații, lăsându-le doar câteva ore de trăit. Pe parcursul scăpării de pe Eros, ei încep să se simtă din ce în ce mai rău, până ajung să scuipe sânge. Într-un final, cei doi ajung pe Rocinante și pleacă de pe Eros, unde milioane de oameni suferă o moarte chinuitoare datorită unui patogen necunoscut. Miller, Holden, Naomi și ceilalți jură să-l tragă la răspundere pe Dresden, inițiatorul proiectului protomoleculei.
Într-un final, este dat de înțeles că distrugerea Cant-ului nu a fost decât o distragere pusă cap la cap de administrația Protogen pentru a declanșa un război interplanetar între cele două superputeri, N.U. și R.C.M., pentru a distrage tuturor atenția de la experimentele inumane pe care și le-a propus Protogen.

### Sezonul 2
În urma cataclismului de pe Eros, Holden și Miller sunt în infirmeria Rocinante-ului, unde le sunt implantate nanomedicamente permanente anti-cancer, pentru a opri tumorile rezultate în urma radiațiilor. Holden decide să se întoarcă pe Tycho pentru a-i explica situația lui Fred și pentru a crea un plan pentru a eradica protomolecula. Se decid să captureze stația Thoth, unde sunt prezenți cei mai importanți oameni de știință implicați în proiect. Aceștia reușesc, interogându-l apoi pe Antony Dresden, șeful proiectului. Acesta afirmă că protomolecula este o formă de viață din afara Sistemului Sol, confirmând, astfel, existența vieții extrasolare. Înainte ca acesta să dezvăluie mai multe informații cu privire la protomoleculă, Dresden este împușcat în cap de Miller, ca răzbunare pentru moartea lui Julie Mao. Acest gest îl determină pe Holden să-l excludă pe Miller din echipajul Rocinante. Miller, în consecință, simte că nu mai aparține niciunui loc.
Holden și Naomi se îndrăgostesc unul de celălalt și se angajează într-o relație. Cu toate acestea, ei au puncte de vedere diferite cu privire la corectitudinea faptei lui Miller. Detectivul îl contactează pe Fred, după care poartă o discuție cu acesta, prezentându-i planul său pentru a eradica protomolecula odată pentru totdeauna: folosirea navei generaționale Nauvoo, inițial destinată Mormonilor, pentru a lovi asteroidul Eros în așa fel încat impactul să-l împingă spre Soare. Sunt create două echipe: cea a lui Miller, care va merge pe Eros pentru a pune explozibil nuclear și Rocinante-ul. Planul pare să reușească, până când apare o navă neidentificată, Marasmus, cu intenția de a-i ajuta pe cei de pe Eros. Cum căpitanul navei nu a ascultat avertismentul lui Holden, echipajul este nevoit să distrugă nava. Resturile avariază una dintre bombele nucleare, încât Miller este nevoit să țină apăsat panoul de control ca bomba să nu explodeze. Nauvoo-ul se apropie de Eros și pare ca viața lui Miller este pe sfârșite. Neașteptat și violând legile fizicii cunoascute de omenire, asteroidul își schimba cursul aproape instantaneu și se ferește de nava gigant.
Cum Nauvoo-ul a ratat asteroidul, Miller este nevoit să meargă până în inima stației pentru a vedea cine controlează sistemul de propulsie. Se observă că pilotul este subconștientul lui Julie Mao într-un corp biologic creat de protomoleculă. Cum asteroidul se îndreaptă spre Terra, pare că totul este pierdut. Consiliul de Securitate al Națiunilor Unite (CSNU) se întâlnește de urgență pentru a rezolva situația. Subsecretarul Errinwright este de părere că o lansare a 150 de rachete termonucleare către Eros este singura speranță a Terrei. Secretarul-General, Esteban Sorrento-Gillis, acceptă, inițiând astfel lansarea. Eros oprește reflectarea undelor RADAR, astfel că rachetele pierd locația țintei. Fred Johnson propune CSNU să i se predea accesul la rachete, pentru a le ghida el către Eros, deoarece nava lui Holden este încă în zonă și poate vedea cursul lui Eros. După o ceartă îndelungată, CSNU acceptă. Fred ghidează astfel rachete către Eros, ceea ce nu mai este posibil la un moment dat, deoarece nava Rocinante nu mai poate ține pasul cu Eros, care a atins viteze astronomice. Miller reușește, în schimb, să o convingă pe J. Mao să schimbe direcția către Venus, salvând astfel Terra și toți cei 30 de miliarde de locuitori.

## Distribuție

### Principale
- Thomas Jane - Detectiv Josephus "Joe" Aloisus Miller, ofițer de poliție pe Ceres[3]
- Steven Strait - James "Jim" Holden, ofițerul executiv al cargobotul spațial strângător de gheață Canterbury[3]
- Cas Anvar - Alex Kamal, navigatorul de pe Canterbury[4]
- Dominique Tipper - Naomi Nagata, inginerul de pe Canterbury[4]
- Wes Chatham - Amos Burton, un mecanic de pe Canterbury[4]
- Florence Faivre - Juliette "Julie" Andromeda Mao, femeia pe care Miller o caută
- Shawn Doyle - Sadavir Errinwright, Subsecretar al administrației executive a ONU [5] Doyle a fost adăugat la actorii principali începând cu episodul "The Big Empty"
- Shohreh Aghdashloo - Chrisjen Avasarala, Subsecretar adjunct al administrației executive a ONU [3]
- Paulo Costanzo - Shed Garvey (Sezonul 1), medicul de pe Canterbury[4]

### Secundare
- Jay Hernandez - Dmitri Havelock, partenerul lui Miller în cadrul Star Helix Security[4]
- Lola Glaudini - Shaddid, șeful lui Miller
- Athena Karkanis - Octavia Muss, fostul partener al lui Miller
- Brian George - Arjun Avasarala, soțul lui Chrisjen
- Jared Harris - Anderson Dawes, agent OPA pe Ceres[5]
- Greg Byrk - Lopez, ofițer naval marțian
- Chad L. Coleman - Fred Johnson, conducătorul Outer Planets Alliance (OPA)[5]

| Thomas Jane | Steven Strait | Dominique Tipper | Cas Anvar | Shohreh Aghdashloo | Chad Coleman | Florence Faivre |
| Thomas Jane | Steven Strait | Dominique Tipper | Cas Anvar | Shohreh Aghdashloo | Chad Coleman | Florence Faivre |

## Episoade

### Sezonul 1 (2015–16)
| Nr. | Titlu                 | Regia           | Scenariu                                  | Premiera          | Cod producție | Spectatori SUA (milioane) |
| --- | --------------------- | --------------- | ----------------------------------------- | ----------------- | ------------- | ------------------------- |
| 1   | „Dulcinea”            | Terry McDonough | Mark Fergus & Hawk Ostby                  | 14 decembrie 2015 | 101           | 1.19                      |
| 2   | „The Big Empty”       | Terry McDonough | Mark Fergus & Hawk Ostby                  | 15 decembrie 2015 | 102           | 0.85                      |
| 3   | „Remember the Cant”   | Jeff Woolnough  | Robin Veith                               | 22 decembrie 2015 | 103           | 0.68                      |
| 4   | „CQB”                 | Jeff Woolnough  | Naren Shankar                             | 29 decembrie 2015 | 104           | 0.63                      |
| 5   | „Back to the Butcher” | Rob Lieberman   | Dan Nowak                                 | 5 ianuarie 2016   | 105           | 0.63                      |
| 6   | „Rock Bottom”         | Rob Lieberman   | Jason Ning                                | 12 ianuarie 2016  | 106           | 0.71                      |
| 7   | „Windmills”           | Bill Johnson    | Daniel Abraham & Ty Franck                | 19 ianuarie 2016  | 107           | 0.50                      |
| 8   | „Salvage”             | Bill Johnson    | Robin Veith                               | 26 ianuarie 2016  | 108           | 0.72                      |
| 9   | „Critical Mass”       | Terry McDonough | Robin Veith & Dan Nowak and Naren Shankar | 2 februarie 2016  | 109           | 0.55                      |
| 10  | „Leviathan Wakes”     | Terry McDonough | Mark Fergus & Hawk Ostby                  | 2 februarie 2016  | 110           | 0.55                      |

### Sezonul 2 (2017)
| Nr. în serial | Nr. în sezon | Titlu             | Regizat de   | Scris de                   | Data difuzării    | U.S. telespectatori (milioane) |
| ------------- | ------------ | ----------------- | ------------ | -------------------------- | ----------------- | ------------------------------ |
| 11            | 1            | „Safe”            | Breck Eisner | Mark Fergus & Hawk Ostby   | 1 februarie 2017  | 0.700                          |
| 12            | 2            | „Doors & Corners” | Breck Eisner | Daniel Abraham & Ty Franck | 1 februarie 2017  | 0.700                          |
| 13            | 3            | „Static”          |              |                            | 8 februarie 2017  |                                |
| 14            | 4            | „Godspeed”        |              |                            | 15 februarie 2017 |                                |
| 15            | 5            | „Home”            |              |                            | 22 februarie 2017 |                                |